# Stefano Pioli
Stefano Pioli (n. 20 octombrie 1965, Parma, Italia) este un fotbalist italian retras din activitate, care a jucat pe post de fundaș la echipe ca Fiorentina, Juventus și Parma. Pe plan internațional, are prezențe la națională pentru Italia U21⁠(d). După încheierea carierei, a devenit antrenor, și antrenează în prezent pe Al-Nasr.
A condus mai multe cluburi din Serie A, printre care se află Bologna, Lazio, Inter Milano și Fiorentina. Cel mai remarcabil a condus AC Milan la titlul de campioană din Serie A în sezonul 2021-22, primul scudetto al clubului în peste un deceniu. Ulterior a primit Panchina d'Oro pentru cel mai bun antrenor al sezonului. În sezonul următor, 2022-2023, a condus-o pe Milan în semifinalele Ligii Campionilor UEFA.

## Statistici ca antrenor
La 5 mai 2024.
| Echipa           | Început            | Sfârșit           | Record | Record | Record | Record | Record | Record | Record | Record |
| Echipa           | Început            | Sfârșit           | M      | V      | E      | Î      | GM     | GP     | Glv.   | Win %  |
| ---------------- | ------------------ | ----------------- | ------ | ------ | ------ | ------ | ------ | ------ | ------ | ------ |
| Salernitana      | 8 iunie 2003       | 13 iunie 2004     | 51     | 16     | 14     | 21     | 42     | 58     | −16    | 31,37  |
| Modena           | 15 iunie 2004      | 22 ianuarie 2006  | 71     | 25     | 27     | 19     | 85     | 67     | +18    | 35,21  |
| Modena           | 8 februarie 2006   | 5 iunie 2006      | 16     | 10     | 5      | 1      | 24     | 10     | +14    | 62,5   |
| Parma            | 5 iunie 2006       | 12 februarie 2007 | 32     | 9      | 7      | 16     | 31     | 51     | −20    | 28,13  |
| Grosseto         | 11 septembrie 2007 | 11 iunie 2008     | 39     | 10     | 19     | 10     | 46     | 48     | −2     | 25,64  |
| Piacenza         | 11 iunie 2008      | 5 iunie 2009      | 43     | 14     | 13     | 16     | 48     | 49     | −1     | 32,56  |
| Sassuolo         | 12 iunie 2009      | 9 iunie 2010      | 47     | 20     | 16     | 11     | 66     | 46     | +20    | 42,55  |
| Chievo           | 10 iunie 2010      | 2 iunie 2011      | 41     | 13     | 13     | 15     | 43     | 41     | +2     | 31,71  |
| Palermo          | 2 iunie 2011       | 31 august 2011    | 2      | 0      | 2      | 0      | 3      | 3      | +0     | 0      |
| Bologna          | 4 octombrie 2011   | 7 ianuarie 2014   | 97     | 32     | 28     | 37     | 116    | 129    | −13    | 32,99  |
| Lazio            | 12 iunie 2014      | 3 aprilie 2016    | 91     | 44     | 20     | 27     | 148    | 103    | +45    | 48,35  |
| Internazionale   | 8 noiembrie 2016   | 9 mai 2017        | 27     | 14     | 3      | 10     | 55     | 38     | +17    | 51,85  |
| Fiorentina       | 6 iunie 2017       | 9 aprilie 2019    | 74     | 27     | 25     | 22     | 115    | 92     | +23    | 36,49  |
| AC Milan         | 9 octombrie 2019   | Prezent           | 237    | 129    | 57     | 51     | 412    | 263    | +149   | 54,43  |
| Total în carieră | Total în carieră   | Total în carieră  | 868    | 363    | 249    | 256    | 1.236  | 999    | +237   | 41,82  |